# Oneux
Oneux là một xã ở tỉnh Somme, vùng Hauts-de-France, Pháp.

## Địa lý
Thị trấn này tọa lạc trên đường D941, khoảng 7 dặm Anh về phía đông bắc của Abbeville.

## Dân số
| 1962                                                           | 1968 | 1975 | 1982 | 1990 | 1999 | 2005 |
| -------------------------------------------------------------- | ---- | ---- | ---- | ---- | ---- | ---- |
| 332                                                            | 329  | 332  | 347  | 351  | 310  | 350  |
| Số liệu điều tra dân số từ năm 1962, dân số không tính hai lần |      |      |      |      |      |      |